# Saron Berhe
Saron Berhe Tareke (* 22. August 2007) ist eine äthiopische Mittel- und Langstreckenläuferin, die sich auf den 1500-Meter-Lauf spezialisiert hat. Über diese Distanz wurde sie 2024 in Douala mit nur 16 Jahren Afrikameisterin.

## Sportliche Laufbahn
Erste internationale Erfahrungen sammelte Saron Berhe bereits im Jahr 2023, als sie mit nur 15 Jahren bei Rennen der Diamond League startete. Im Januar 2024 stellte sie in Ostrava mit 4:24,23 min eine neue U18-Afrikabestleistung über die Meile auf und verbesserte im selben Rennen auch die Bestleistung über 1500 Meter. Im Juni siegte sie in 4:06,05 min über 1500 Meter bei den Afrikameisterschaften in Douala und im August siegte sie in 4:16,54 min bei den U20-Weltmeisterschaften in Lima.

## Persönliche Bestzeiten
- 800 Meter: 2:02,26 min, 18. Mai 2023 in Nerja
  - 800 Meter (Halle): 2:03,16 min, 11. Februar 2023 in Metz
- 1500 Meter: 3:59,21 min, 20. April 2024 in Xiamen
  - 1500 Meter (Halle): 4:06,62 min, 30. Januar 2024 in Ostrava (U18-Afrikabestleistung)
  - Meile (Halle): 4:24,23 min, 30. Januar 2024 in Ostrava (U18-Afrikabestleistung)